# 胡熙明
胡熙明（1934年1月—2015年7月15日），山西省盂县人，中华人民共和国政治人物。

## 生平
早年供职于沈阳克达制药厂、黎宁化学制药厂、沈阳人民制药厂。1975年，任中国中医研究院西苑医院内科医师。1978年后，任卫生部中医局副局长，中国中医研究院党委书记。1984年，任中华人民共和国卫生部副部长，曾兼任国家中医管理局局长，国家中医药管理局局长，国家禁毒委副主任、中央社会治安综合治理委员会委员，中央保健委员会委员等职。2004年3月退休。2015年去世。